# Малий протичовновий корабель

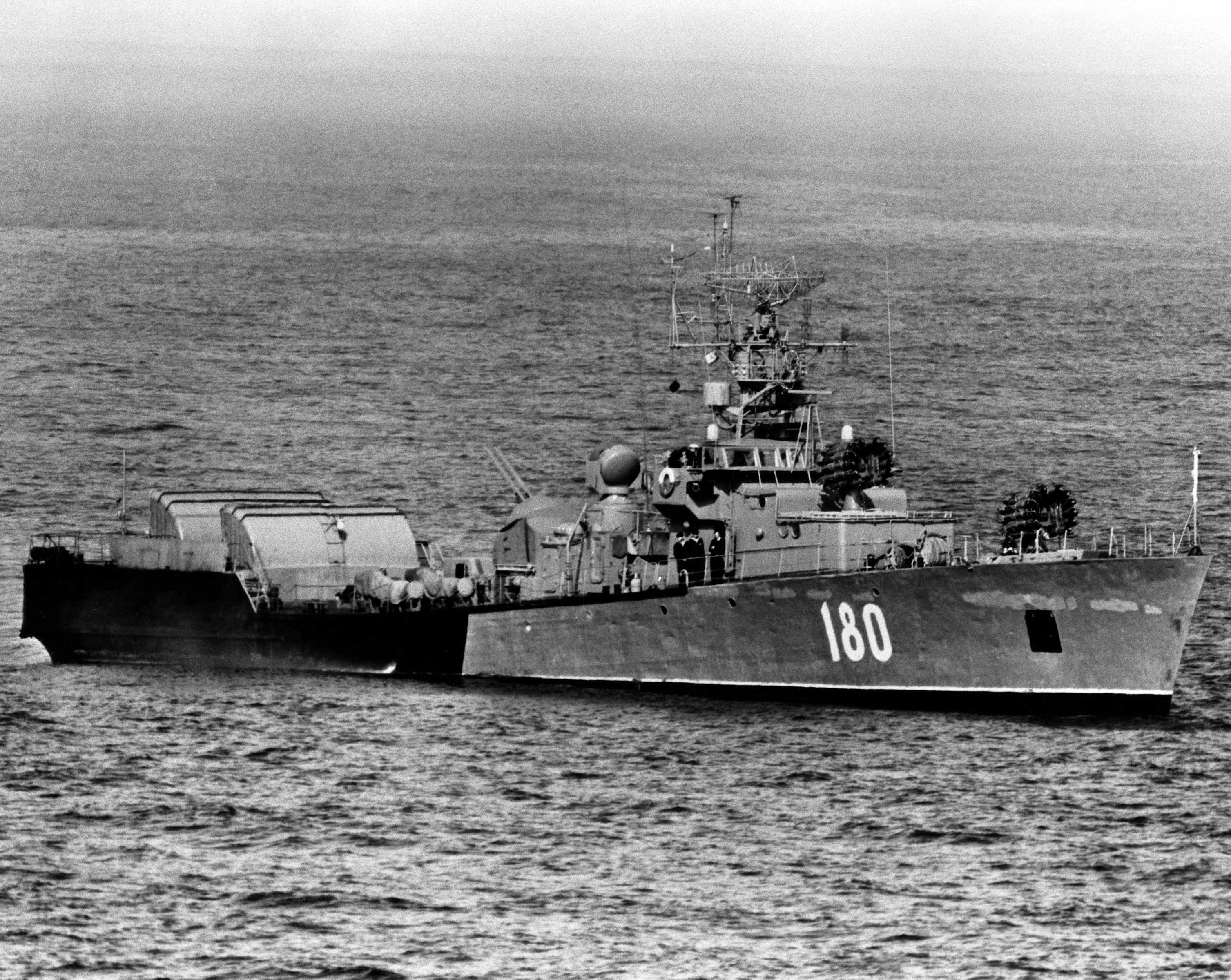
Малий протичовновий корабель проєкту 204

Малий протичовновий корабель (скорочено: МПК) — підклас протичовнових кораблів за радянською військово-морською класифікацією. Призначений для пошуку, стеження та знищення підводних човнів у ближній морській і прибережній зоні. У країнах НАТО малі протичовнові кораблі класифікуються як протичовнові корвети — англ. corvettes ASW (anti-submarine warfare).

## Історія

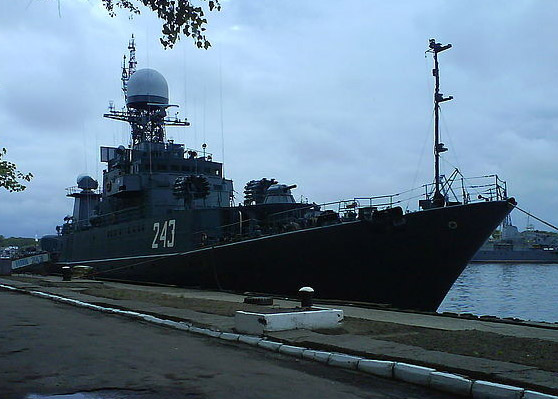
МПК-227 у малій гавані Балтійська

Малі протичовнові кораблі стали логічним розвитком проєктів катерів охорони водного району: малих мисливців типу МО-4 та проєктів 199 і 201; великих мисливців проєктів 122, 122А, 122-біс (пізніше перекваліфікованих у МПК). Вони призначені для протичовнової боротьби в ближній морській та прибережній зонах.
Першим спеціально розробленим у СРСР типом малих протичовнових кораблів став проєкт 204 (у 1960—1968 роках побудовано 63—66 одиниць). У складі Чорноморського флоту ВМС СРСР було 42 МПК (у т. ч. проєктів 1124, 1141, 204).
Подальшим розвитком підкласу МПК стали малі протичовнові кораблі проєкту 1124 і їхні модифікацій (побудована 71 одиниця у варіанті МПК).

## Технічні дані

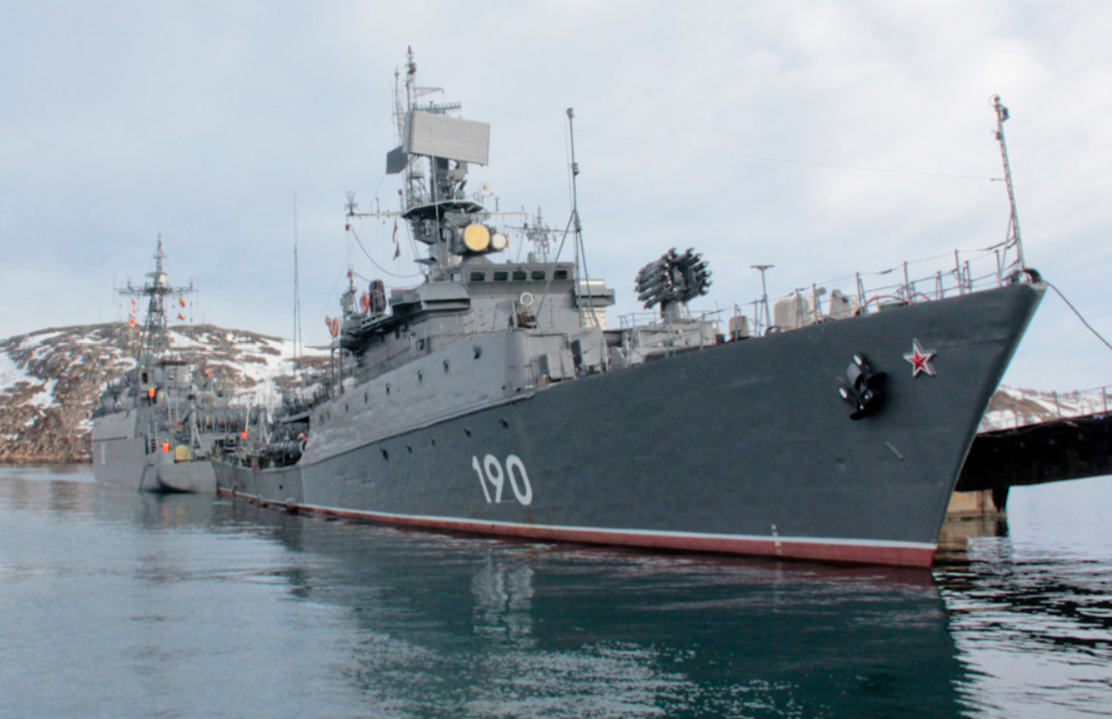
МПК «Мончегорськ» Кольської флотилії

(На прикладі МПК проєкту 204) Водотоннажність 555 т, довжина 58,3 м, ширина 8,1 м, осадка 3,09 м, максимальна швидкість 35 вузлів, екіпаж 54 особи. Озброєння складалося з 4 торпедних апаратів, 2 бомбометов і двогарматної 57-мм артустановки.